# Феськи
Феськи (укр. Феськи) — село, Феськовский сельский совет, Золочевский район, Харьковская область, Украина.
Код КОАТУУ — 6322686501. Население по переписи 2001 года составляет 1633 (746/887 м/ж) человека.
Является административным центром Феськовского сельского совета, в который, кроме того, входят сёла
Головашевка,
Высокое (Золочевский район),
Маяк,
Чепели,
посёлки
Першотравневое и
Малые Феськи.

## Географическое положение
Село Феськи находится на левом берегу Рогозянского водохранилища, выше по течению примыкает к посёлку Малые Феськи и село Маяк, ниже по течению на расстоянии в 2 км расположены сёла Чепели и Головашевка.
Возле села находится плотина Рогозянского водохранилища.
Через село проходит железная дорога, станция Фески.

## История
- В 1940 году, перед ВОВ, в Феськах было 113 дворов, несколько родников, совхоз, сельсовет и четыре ветряные мельницы.[1]

## Экономика
- Молочно-товарная и свинотоварная фермы.
- Теплицы.
- «Пролетарий Харьковщины», сельскохозяйственное ООО.

## Объекты социальной сферы
- Детский сад.
- Школа.
- Клуб.
- Спортивная площадка.
- Феськовская участковая больница, амбулатория.
- Библиотека.

## Достопримечательности
- Братская могила советских воинов. Похоронены 82 воина.